# 秋本祐希
秋本 祐希（あきもと ゆうき、1976年9月8日 - ）は、日本の女優、ファッションモデル。本名、今本 優子（いまもと ゆうこ）。福岡県北九州市出身。

## 略歴
福岡市立平尾中学校、堀越高等学校卒業。高校在学中に女優、ファッションモデルとしてデビュー。1995年度のフジテレビビジュアルクイーン。
2002年3月号からファッション雑誌『VERY』のモデルとして活動。2013年12月号で同誌を卒業した。
2014年1月号から『STORY』のモデルとして活動する。
2024年11月30日をもって30年所属した芸映との契約を終了した。以後はフリーランスで活動する。

## 人物
1999年1月にプロ野球選手の大友進と結婚。同年12月に第1子男児を出産した。
2005年7月に離婚。長男の親権は秋本が持つ。

## 出演

### テレビドラマ
- 半熟卵（1994年、フジテレビ） - 川村典子 役
- 明るい家族計画（1995年、フジテレビ） - 坂巻月子 役
- 毎度おジャマしまぁす（1995年、TBS） - 沢野春代 役
- 木曜の怪談「七瀬ふたたび」（1995年、フジテレビ） - 藤子 役
- 月曜ドラマスペシャル「京都埋蔵金伝説殺人事件」（1996年、TBS）
- 肝っ玉婦長の事件日誌・消えた看護婦 2重生活の女（1996年6月17日 TBS）
- スキップ（1996年10月20日、NHK-BS2）
- グッドラック（1996年、日本テレビ） - 飛鳥友利 役
- 彼（1997年、関西テレビ） - 小谷志保 役
- 沙粧妙子-帰還の挨拶-（1997年、フジテレビ） - 千野菜緒子 役
- ビーチボーイズ（1997年、フジテレビ） - 山崎桜 役
- 作家 小日向鋭介の推理日記（1997年・1999年、テレビ朝日） - 小日向ひかる 役
- 仮面の女（1998年、TBS） - 橋本律子 役
- 警視庁失踪人捜査課（2010年、朝日放送・テレビ朝日） - 秦英恵 役
- 名前をなくした女神（2011年、フジテレビ） - 矢崎里子 役
- DOCTORS〜最強の名医〜 第7話（2011年12月8日、テレビ朝日） - 八代美佐 役
- 土曜ワイド劇場（テレビ朝日）
  - 「逆転報道の女」（2012年2月18日・2013年3月23日） - 江畑佳代 役
  - 「西村京太郎トラベルミステリー60」（2013年7月13日） - 篠田理恵 役
  - 「法医学教室の事件ファイル37」（2013年11月9日） - 山井夏子 役
  - 「温泉 (秘) 大作戦15」（2015年3月28日） - 高野和歌子 役
  - 「西村京太郎トラベルミステリー67」（2017年4月8日） - 望月京子 役

### 映画
- 大阪ビッグ・リバー・ブルース 平成名探偵 阪田京介2（1997年）
- 劇場版 カンナさん大成功です!（2009年）
- LIAR GAME The Final Stage（2010年） - 百瀬ノリカ 役

### バラエティ
- 週刊スタミナ天国（フジテレビ）
- メディア工房（フジテレビ）
- 朝だ!生です旅サラダ（朝日放送）
- 限定品コラボネーゼ（フジテレビ） - レギュラー
- はぐステＴＶ（キッズステーション） - レギュラー

### ラジオ
- 秋本祐希のCourage World（文化放送）

### CM
- カネボウ（現・カネボウ化粧品）
  - 「テスティモ」
  - 「REVUE（レヴュー）」
  - 「REVUE・ナイトシーリング」
- ハウス食品
  - 「完熟トマトとナスのカレー」
  - 「フー」
  - 「天然水」
- 富士重工業（現・SUBARU）
  - 「ステラ」
    - 『ピクニック篇』（2006年8月）
    - 『近くなること篇』（2006年11月）

  - 「SUBARU・軽」
    - 『燃費篇』（2007年1月17日）
    - 『広がる空間篇』（2007年1月）
- ロート製薬
  - 「ビタレスト錠」（2006年9月）
- ユニリーバ・ジャパン
  - 「Dove」（2009年）
- 伊藤ハム
  - 「お歳暮ギフト」（2009年） - 田村正和と共演

## 歌手活動
- あしたのジョーネツ（作詞・作曲：大江千里、1997年10月22日） - 歌手デビュー曲
- Jems（作詞・作曲：大江千里、1997年） - 「あしたのジョーネツ」のカップリング曲
- SWEET HOLIDAYS（作詞・作曲：広瀬香美、1998年） - 2ndシングル
- Distance（作詞：秋本祐希、作曲：広瀬香美、1998年） - 「SWEET HOLIDAYS」のカップリング曲

### ミニアルバム
- Holidays（1998年12月9日　東芝EMIよりリリース）

1. SWEET HOLIDAYS
2. あしたのジョーネツ
3. Distance
4. 扉　（新曲）
5. Jems
6. Hope （新曲）

## ゲーム
- 「人造人間ハカイダー・ラストジャッジメント(セガサターンゲームソフト)」(1996年12月27日)  -  カレン（ビジンダーの人間態）